# SM U-1 (1906)
L'SM U-1 va ser el primer submarí del tipus U-Boot dels submarins produïts per a la Marina Imperial Alemanya (Kaiserliche Marine) i va ser l'únic del seu tipus, conegut com a tipus U-1. Va ser construït per les drassanes Germaniawerft de Kiel i va entrar en servei el 14 de desembre de 1906. Quan va començar la Primera Guerra Mundial, el 1914, l'U-1 es va considerar ja obsolet i es va utilitzar només per tasques d'entrenament fins al 19 de febrer de 1919, quan va ser colpejat per un altre vaixell mentre feia un exercici naval.

## Disseny
L'SM U-1 era un redisseny dels submarins de la classe Karp fet per l'enginyer austríac Raimundo Lorenzo de Equevilley Montjustín que treballava per a l'empresa alemanya de construcció naval Friedrich Krupp Germaniawerft. Les principals millores respecte a la classe Karp van ser tancs de llast en comptes d'un pes mòbil, un castell de proa millorat per millorar la navegabilitat, un diàmetre 10 cm superior i un casc de pressió reforçat que impedia les fuites d'oli dels dipòsits externs, a més d'una reordenació de l'equipament intern i una quilla de llast més pesant.
La Marina Imperial Alemanya va evitar l'ús de gasolina a causa del risc d'incendis i explosions que havien causat molts accidents en els primers submarins, i en lloc dels motors de gasolina que havien alimentat els submarins de la classe Karp, l'U-1 es va equipar amb motors de querosè molt més segurs. Tot i que els motors de querosè normalment s'engeguen emprant gasolina, els motors de l'U-1 també ho evitaven emprant aire escalfat elèctricament.
Els motors Körting no es podien invertir i també havien de funcionar sempre a tota velocitat, ja que no se'n podia variar la velocitat de rotació; en conseqüència, l’U-1 va estar equipat amb hèlixs de pas ajustable per permetre controlar la velocitat. Aquestes hèlixs van ser abandonades en dissenys posteriors a causa de la seva poca eficàcia, utilitzant la propulsió elèctrica i de querosè abans que s'optés finalment per la propulsió dièsel a la classe de l'U-19 el 1912-1913.

## Història
La construcció de l'U-1 va començar la tardor de 1904. El vaixell va començar els seus assajos l'agost de 1906, un any després del previst. El cost total va ascendir a 1.905.000 marcs (equivalent a 11.620.000 de 2016).
Després de patir danys per una col·lisió durant un exercici d'entrenament el 1919, l'U-1 va ser venut a la fundació Germaniawerft del Deutsches Museum de Múnic on va ser restaurat i actualment es troba en exposició. Se n'ha eliminat una gran part del casc d'estribord per permetre als visitants veure l'interior del submarí.